# Table Mound Township
Die Table Mound Township ist eine von 17 Townships im Dubuque County im Osten des US-amerikanischen Bundesstaates Iowa. 

## Geografie
Die Dubuque Township liegt im Osten von Iowa im südlichen Vorortbereich von Dubuque, dem am Iowa von Illinois und Wisconsin trennenden Mississippi gelegenen Zentrum der Region.
Die Table Mound Township liegt auf 42°26′12″ nördlicher Breite und 90°43′19″ westlicher Länge. Die Township erstreckt sich über 88,8 km². 
Die Table Mound Township grenzt innerhalb des Dubuque County im Süden an die Washington Township, im Südwesten an die Prairie Creek Township, im Westen an die Vernon Township, im Nordwesten an die Center Township, im Norden an die Stadt Dubuque und die Dubuque Township und im Osten an die Mosalem Township. 

## Verkehr
Auf dem Gebiet der Table Mound Township befindet sich der Dubuque Regional Airport, über den die gesamte Region über Zubringerflüge Verbindung mit internationalen Großflughäfen wie Chicago O’Hare und Minneapolis - Saint Paul hat.
Am Flughafen treffen der in Nord-Süd-Richtung verlaufende U.S. Highway 61 und der aus südwestlicher Richtung kommende U.S. Highway 151 aufeinander. Beide sind zum Freeway ausgebaut. Ohne direkte Verbindung zu beiden verläuft durch den Nordwesten der Township der U.S. Highway 20.

## Bevölkerung
Bei der Volkszählung im Jahr 2010 hatte die Township 3699 Einwohner.
In der Table Mound Township existiert keine selbstverwaltete Gemeinde. Neben verstreuter Besiedlung gibt es in der Nähe des Flughafens die gemeindefreie Siedlung (Unincorporated Community) Key West.